# Podu Lung, Prahova
Podu Lung este o localitate componentă a orașului Comarnic din județul Prahova, Muntenia, România.